# Rudolf von Bennigsen
Pour les articles homonymes, voir Rudolf von Bennigsen (gouverneur) et Bennigsen.
Karl Wilhelm Rudolf von Bennigsen (né le 10 juillet 1824 à Lunebourg et mort le 7 août 1902 sur son domaine de Bennigsen près de Springe en province de Hanovre) est un homme politique prussien libéral. Il est le principal meneur du parti national-libéral dont il est fondateur. Il coopère avec Otto von Bismarck afin de réaliser l'unité allemande. Cela est vu comme une traîtrise par certains libéraux, comme du pragmatisme par d'autres. Il est connu pour avoir voté en faveur de la loi des indemnités de 1862, qui pardonne à Bismarck d'avoir gouverné sans budget en accord avec la constitution.

## Famille

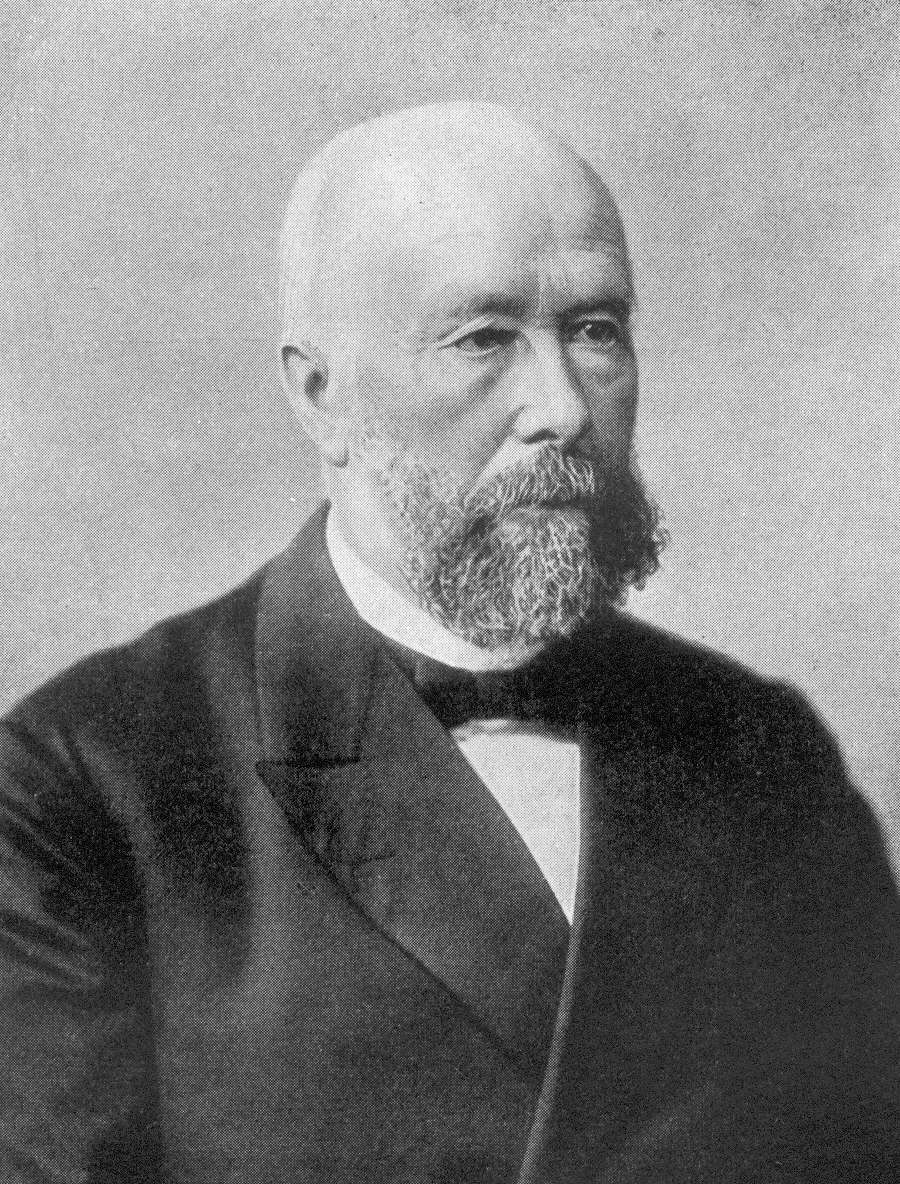
Rudolf v. Bennigsen aux environs de 1900.

Rudolf est le fils du capitaine d'infanterie Karl von Bennigsen (de), ce dernier a participé notamment à la bataille de la Göhrde en 1813. Il est issu de la noblesse de Basse-Saxe et porte le nom de son domaine dans les environs de Springe.
Il épouse en 1854, Anna, née von Reden (1834 - 1902). Ensemble, ils ont 9 enfants dont Adelheid von Bennigsen (de), Adolf von Bennigsen (de), administrateur de l'arrondissement de Springe (de), et Rudolf von Bennigsen, futur gouverneur de la Nouvelle-Guinée allemande.

## Études et début de vie active
Il étudie le droit à l'université de Göttingen et à l'université de Heidelberg de 1842 à 1845. En 1843, il devient membre du Corps Hannovera Göttingen, puis en 1844 du Corps Vandalia Heidelberg (de).
Il entre dans l'administration du Royaume de Hanovre en 1846, qu'il quitte en 1856.

## Carrière politique

### Député
Il entre en politique en 1856 en devenant député dans la seconde chambre du parlement du royaume de Hanovre. Il y siège dans l'opposition libérale face au gouvernement de Wilhelm von Borries (de). En 1859, il devient cofondateur, avec Johannes von Miquel, de la Deutscher Nationalverein une association favorable à la solution petite-allemande pour réaliser l'unité allemande. En 1866, il tente aussi d'empêcher le royaume du Hanovre de s'allier à l'Autriche dans la guerre contre la Prusse. Après la défaite autrichienne et l'annexion du royaume par la Prusse en 1866, il devient membre de la chambre des représentants de Prusse ainsi que du Reichstag de 1867 à 1883. Il y soutient le chancelier Otto von Bismarck, même s'il a une autre conception de l'État que ce dernier. Il est ainsi le représentant du chancelier en 1870 lors des négociations entre les membres Confédération d'Allemagne du Nord et les États de l'Allemagne du sud.
Lors des négociations en 1867 pour la rédaction de la constitution de la confédération de l'Allemagne du nord, il réussit à faire voter un amendement connu sous le nom de Lex Bennigsen. Il oblige le chancelier à signer les arrêtés et les dépositions de la confédération et en prenait ainsi les responsabilités. Cela n'a cependant aucune conséquence pratique. Il aurait toutefois voulu que le système du nouvel État soit plus parlementaire.
De 1873 à 1879, il est président de la chambre des représentants de Prusse. À partir de 1871, il dirige les nationaux-libéraux au Reichstag du nouvel Empire allemand qui forment alors la plus influente famille politique. Il soutient la politique extérieure du gouvernement mais se trouve en général dans l'opposition quand il s'agit de la politique intérieure. Il participe notamment à l'élaboration de la loi du septennat en 1874 et à la réforme de la justice de 1876.

### Autres postes
En 1877, Bismarck lui propose un poste de ministre, mais il refuse car les nationaux-libéraux demandent plus de responsabilité et deux postes de ministre : un pour Rudolf Virchow et un pour Franz August Schenk von Stauffenberg. Le chancelier veut seulement Bennigsen afin d'affaiblir l'opposition. Ces exigences rendent furieux le chancelier qui écrit « Virchow rouge, Bennigsen rose, Stauffenberg rose. Tous les trois rouge ». L'empereur les refuse donc. Bismarck attaque Stauffenberg mais ce dernier est protégé par Bennigsen.
Les nationaux-libéraux se distancent par la suite du chancelier. Son tournant protectionniste, les lois antisocialistes, et la fin du Kulturkampf, politique anti-catholique soutenue par les libéraux, ne sont plus en accord avec leurs vues politiques,.
Les dissensions entre partisans du protectionnisme et ceux s'y opposant entraîne la scission de l'aile gauche des nationaux-libéraux, à laquelle appartient Virchow et Stauffenberg en 1880. Les élections législatives de 1881 sont un cuisant échec pour le parti qui ne remporte que 47 sièges, contre 155 en 1874. Le 11 juin 1883, Benningsen tire les conséquences de cet échec et démissionne de tous ses mandats, c'est-à-dire au Reichstag et au parlement prussien. Il devient alors membre du conseil d'État prussien jusqu'en 1897[réf. souhaitée].
En 1887, la formation de l'alliance électorale du cartel le fait revenir en politique. Il réintègre le Reichstag jusqu'en 1898. Il reprend la tête de son parti mais sans que cela est de véritables effets. Il est également de 1888 à 1897 haut président de la province de Hanovre. En 1888 à 1893, il siège aussi au conseil de l'arrondissement de Peine.

## Analyse
Il travaille surtout pendant la première décennie de l'Empire allemand en contact étroit avec le chancelier, qui appréciait le pragmatisme de l'Hanovrien. Il s'illustre surtout dans le conflit constitutionnel prussien dans lequel il soutient le chancelier au détriment de ses confrères.
Ses nombreux compromis avec les conservateurs, trahissant les prises de position libérales, ont été critiqués. Il espère faire évoluer l'Empire allemand vers plus de libéralisme lentement après avoir soutenue l'unification promue par Bismarck en participant au gouvernement. On lit souvent que le principe de l'unité a primé sur celui de liberté.

## Distinction et postérité
- Citoyen d'honneur de la ville de Hanovre le 10 juillet 1894.
- La berge du Maschsee (de) est dénommée Rudolf-von-Bennigsen-Ufer.
- Une rue Bennigsen (Bennigsenstraße) existe à Berlin-Friedenau depuis 1903, une autre à Hambourg-Harburg.
- En 1907, on érige un monument en son honneur devant les bâtiments administratif de Hanovre, il est fondu lors de la Seconde Guerre mondiale.
- En 1932, Peter Lambert dénomme une variété de rose de son nom.
- La fondation Rudolf von Bennigsen (Rudolf von Bennigsen-Stiftung) porte son nom en Basse-Saxe.
- En 2002, une autre association prit son nom : la Förderverein Rudolf von Bennigsen afin de lui ériger un buste dans la ville de Bennigsen. Il fut réalisé par l'artiste originaire de Springe Heiko Prodlik-Olbrich et mis en place l'année suivante.
- Depuis 2005, la bibliothèque de Springe s'appelle Rudolf-von-Bennigsen-Bibliothek.